# 395148 Kurnin
395148 Kurnin este o planetă minoră (asteroid), cu un diametru de 1,904 km, din centura de asteroizi. A fost descoperită pe 10 februarie 2010 la Spețialnaia astrofiziceskaia observatoria RAN⁠(d) de Timoer Valerievitsj Krjatsjko⁠(d). 
Obiectul prezintă o orbită caracterizată de o semiaxă mare de 2,3380033985276 UAi, o excentricitate de 0,2, o înclinație de 4,9 ° în raport cu ecliptica.